# Municipio de Brookfield (condado de Eaton)
El municipio de Brookfield (en inglés: Brookfield Township) es un municipio ubicado en el condado de Eaton en el estado estadounidense de Míchigan. En el año 2010 tenía una población de 1537 habitantes y una densidad poblacional de 16,31 personas por km².

## Geografía
El municipio de Brookfield se encuentra ubicado en las coordenadas 42°28′8″N 84°47′13″O / 42.46889, -84.78694. Según la Oficina del Censo de los Estados Unidos, el municipio tiene una superficie total de 94.21 km², de la cual 93,42 km² corresponden a tierra firme y (0,84 %) 0,79 km² es agua.

## Demografía
Según el censo de 2010, había 1537 personas residiendo en el municipio de Brookfield. La densidad de población era de 16,31 hab./km². De los 1537 habitantes, el municipio de Brookfield estaba compuesto por el 96,42 % blancos, el 0,65 % eran afroamericanos, el 0,59 % eran amerindios, el 0,26 % eran asiáticos, el 1,24 % eran de otras razas y el 0,85 % eran de una mezcla de razas. Del total de la población el 2,8 % eran hispanos o latinos de cualquier raza.